# Mariano Barbosa
Mariano Damián Barbosa (ur. 27 lipca 1984 w Lanús) – argentyński piłkarz występujący na pozycji bramkarza w hiszpańskim klubie Villarreal CF. Wychowanek Banfield, w swojej karierze grał także w takich zespołach jak Recreativo Huelva, Estudiantes, River Plate, Atlas, UD Las Palmas oraz Sevilla FC. Były reprezentant Argentyny do lat 20. Posiada także obywatelstwo włoskie.